# Romano Guido Nimis
Romano Guido Nimis (Nimis, 23 gennaio 1948) è un ex calciatore italiano, di ruolo centrocampista.

## Carriera
Cresciuto nel Milan senza mai venire schierato in rossonero in incontri ufficiali, ha preso parte (sempre in prestito dalla società lombarda) a cinque campionati di Serie B con le maglie di Padova, Cesena, Perugia, Massese e Reggina, disputando in totale 123 gare e 5 reti fra i cadetti.
Ha militato poi in Serie C per l'Alessandria e il Livorno, dove dopo otto partite viene messo fuori rosa rimanendo inattivo quasi un anno. Ha giocato infine in Serie D per Pietrasanta, Viareggio e Camaiore.

## Palmarès

### Competizioni giovanili
- Campionato Primavera: 1

Milan: 1964-1965
- Campionato De Martino: 1

Milan: 1966-1967